# Geliebte Feinde – Die Deutschen und die Franzosen
Geliebte Feinde – Die Deutschen und die Franzosen ist eine Dokumentation in 10 Episoden aus dem Jahr 2013.
Die Gemeinschaftsproduktion von Arte, ZDFinfo und Gruppe 5 Filmproduktion GmbH wurde 2014 für den Deutschen Fernsehpreis nominiert.
Annette Frier spielt in den regelmäßigen Zwischendialogen der dokumentarischen Beiträge, die deutsche Klischee-Rolle und Antonia de Rendinger den französischen Gegenpart.
Philipp Schepmann ist der Erzähler.

## Episoden
1. Zurück zu den Wurzeln
2. Getrennte Wege
3. Macht und Glaube
4. Schaulauf der Sonnenkönige
5. Auf die Barrikaden!
6. Es lebe die Nation!
7. Vorbild und Feindbild
8. Krieg und Frieden
9. Welt in Flammen
10. Aufbruch nach Europa

Im Jahr 2017 erschienen weitere Fortsetzungen des Sendekonzepts.